# イバン・フェリペ・シルバ

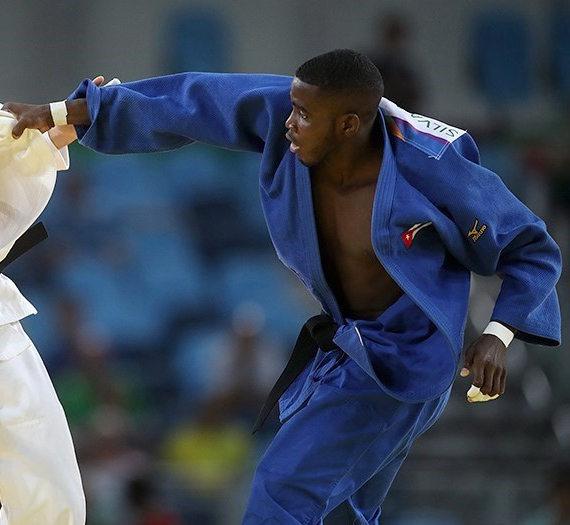
リオデジャネイロ五輪にて (2016年)

イバン・フェリペ・シルバ・モラレス（Ivan Felipe Silva Morales、1996年1月8日 - ）はキューバのマタンサス出身の柔道選手。階級は90kg級。身長180cm。

## 人物
2014年のパンナム選手権とユースオリンピック81kg級で3位になった。2015年にはパンアメリカン競技大会で2位、世界ジュニアでは準々決勝で日本の藤原崇太郎に敗れ3位になった。2016年リオデジャネイロオリンピックでは初戦でアブタンディル・チリキシビリに指導3で敗れた。その後に階級を90kg級に上げると、2018年にはパンナム選手権で優勝した。世界選手権では準々決勝で日本の長澤憲大に反則勝ちするなどして決勝まで進むも、スペインのニコロス・シェラザディシビリに技ありをリードしながら逆転の一本負けを喫して2位にとどまった。2021年7月に日本武道館で開催された東京オリンピックでは初戦で敗れた。2022年のパンアメリカン・オセアニア選手権で優勝した。2023年の世界選手権では5位だったが、パンアメリカン競技大会では2連覇した。2024年のパリオリンピックでは初戦で敗れた。その後階級を100㎏級に上げると、2025年のグランドスラム・パリで3位になった。
IJF世界ランキングは3995ポイント獲得で5位(25/3/17現在)。

## 主な戦績
81kg級での戦績
- 2014年 - パンナム選手権　3位
- 2014年 - ユースオリンピック　3位
- 2014年 - 中央アメリカ・カリブ海競技大会　2位
- 2015年 - パンアメリカン競技大会　2位
- 2015年 - 世界ジュニア　3位
- 2016年 - パンナム選手権　3位
- 2016年 - グランドスラム・バクー　3位
- 2016年 - グランプリ・アルマトイ　優勝

90kg級での戦績
- 2017年 - グランプリ・カンクン　3位
- 2018年 - パンナム選手権　優勝
- 2018年 - 中央アメリカ・カリブ海競技大会　優勝
- 2018年 - グランプリ・ブダペスト　3位
- 2018年 - 世界選手権　2位
- 2018年 - グランプリ・カンクン　優勝
- 2019年 - グランプリ・トビリシ　優勝
- 2019年 - パンナム選手権　優勝
- 2019年 - グランプリ・フフホト　3位
- 2019年 - グランプリ・ブダペスト　3位
- 2019年 - パンアメリカン競技大会　優勝
- 2019年 - グランドスラム・ブラジリア　2位
- 2020年 -　ベルギー国際　優勝(100kg級)
- 2020年 -　グランドスラム・パリ　3位
- 2020年 - パンナム選手権　優勝
- 2022年 -　グランドスラム・テルアビブ　3位
- 2022年 -　グランドスラム・アンタルヤ　優勝
- 2022年 -　パンアメリカン・オセアニア選手権　優勝
- 2023年 -　グランドスラム・パリ　3位
- 2023年 -　グランドスラム・トビリシ　3位
- 2023年 -　世界選手権　5位
- 2023年 - パンアメリカン競技大会　優勝
- 2024年 -　グランプリ・リンツ　優勝
- 2024年 -　グランドスラム・アンタルヤ　3位
- 2024年 -　パンアメリカン・オセアニア選手権　3位

100kg級での戦績
- 2025年 - グランドスラム・パリ　3位
- 2025年 - グランドスラム・タシケント　3位
- 2025年 - グランプリ・リンツ　優勝

(出典、JudoInside.com)